# Kappa Serpentis
Désignations
Kappa Serpentis (κ Serpentis / κ Ser), également nommée Gudja, est une étoile géante de la constellation équatoriale du Serpent, localisée dans sa tête (Serpens Caput). L'étoile est visible à l'œil nu avec une magnitude apparente de 4,09. D'après la mesure de sa parallaxe par le satellite Hipparcos, elle est distante d'environ ∼ 380 a.l. (∼ 117 pc) de la Terre, et elle se rapproche du système solaire à une vitesse radiale de −38,5 km/s.

## Propriétés
Kappa Serpentis est une étoile géante rouge de type spectral M0,5III. Après avoir épuisé les réserves en hydrogène de son cœur et avoir quitté la séquence principale, l'étoile s'est refroidie et étendue elle est désormais environ 51 fois plus grande que le Soleil. Sa luminosité vaut 628 fois celle du Soleil et sa température de surface est de 4 033 K.
Kappa Serpentis est une étoile variable suspectée.

## Nomenclature
κ Serpentis (latinisé vers Kappa Serpentis) est la désignation de Bayer de l'étoile. Elle porte également la désignation de Flamsteed de 35 Serpentis.
L'étoile porte le nom traditionnel de Gudja dans la culture du peuple Wardaman (en) habitant le Territoire du Nord en Australie. Il s'agit d'un mot qui désigne les varans d'eau australiens  (water goanna). En 2016, le Groupe de travail de l'Union astronomique internationale sur les noms d'étoiles a officialisé le nom de Gudja pour désigner l'étoile et elle figure désormais dans la liste des noms d'étoiles officiellement reconnus par l'UAI.